# جزيرة شعبين (حجة)

تعديل مصدري - تعديل

جزيرة شعبين (عواف) هي إحدى جزر مديرية ميدي التابعة لمحافظة حجة.